# Olga Bogosłowska
Olga Bogosłowska, ros. Ольга Михайловна Богословская (z domu Naumkina [Наумкина], ur. 20 maja 1964 w Moskwie) – rosyjska lekkoatletka specjalizująca się w krótkich biegach sprinterskich, uczestniczka letnich igrzysk olimpijskich w Barcelonie (1992), srebrna medalistka olimpijska w biegu sztafetowym 4 x 100 metrów. W czasie swojej kariery reprezentowała również Związek Socjalistycznych Republik Radzieckich (do 1991) oraz Wspólnotę Niepodległych Państw (1992).

## Sukcesy sportowe

### Igrzyska olimpijskie
| Miejsce | Dzień      | Rok  | Miejscowość | Konkurencja        | Czas biegu | Strata   | Zwycięzca         |
| ------- | ---------- | ---- | ----------- | ------------------ | ---------- | -------- | ----------------- |
| 12.     | 1 sierpnia | 1992 | Barcelona   | bieg na 100 m      | 11,45 s    | -        | Gail Devers       |
| srebro  | 8 sierpnia | 1992 | Barcelona   | sztafeta 4 × 100 m | 42,16 s    | + 0,06 s | Stany Zjednoczone |

### Mistrzostwa świata
| Miejsce | Dzień       | Rok  | Miejscowość | Konkurencja        | Czas biegu | Strata | Zwycięzca   |
| ------- | ----------- | ---- | ----------- | ------------------ | ---------- | ------ | ----------- |
| 17.     | 15 sierpnia | 1993 | Stuttgart   | bieg na 100 m      | 11,32 s    | -      | Gail Devers |
| złoto   | 22 sierpnia | 1993 | Stuttgart   | sztafeta 4 × 100 m | 41,49 s    | -      | -           |

- halowa mistrzyni Rosji w biegu na 60 metrów – 1994[1]

## Rekordy życiowe
- bieg na 60 metrów (hala) – 7,06 – Lipieck 26/02/1994
- bieg na 100 metrów – 11,07 – Moskwa 22/06/1992
- bieg na 200 metrów – 23,35 – Villeneuve-d’Ascq 02/07/1993
- bieg na 200 metrów (hala) – 23,74 – Paryż 12/03/1994